# Capromeryx
Capromeryx foi um gênero de uma pequena antilocapra extinta, descoberta nos poços de piche de La Brea, Califórnia, EUA. Tinha aproximadamente 60 centímetros de altura dos ombros e pesou aproximadamente 10 quilogramas. Não é claro se as fêmeas tiveram chifres como os machos, cada chifre consistia em um par de ramificações curtas e retas que saiam de uma base, com as ramificações divergindo aproximadamente em um ângulo de 45º.
Um número de espécies diferentes foram também descritas: Capromeryx furcifer, Capromeryx mexicana e Capromeryx minimus. Seus fósseis foram encontrados, no extremo leste dos EUA, na costa do Texas, assim como em Nebraska, Kansas, Arizona, Novo México, Sonora, Baja California, e próximo à Cidade do México. As espécies datam dos períodos atrasados Irvingtoniano e de Rancholabreano.